# Nikša Dobud
Nikša Dobud (né le 5 août 1985 à Dubrovnik) est un joueur de water-polo croate.
Avant-centre du Jug Dubrovnik, il remporte le titre olympique à Londres en 2012.
En 2015, il est suspendu quatre ans pour avoir refusé un contrôle antidopage a la veille d'un match contre le Monténégro.